# Helping Haiti
Helping Haiti ist ein Benefizprojekt britischer, US-amerikanischer, irischer, kanadischer und australischer Popmusiker, das Anfang 2010 von dem Musikproduzenten Simon Cowell mit dem Ziel gegründet wurde, Geld für die Opfer des Erdbebens in Haiti zu sammeln.

## Geschichte
Unter dem Eindruck des Erdbebens vom 12. Januar 2010 und mehrerer Nachbeben in den folgenden Tagen, bei dem vermutlich 200.000 Menschen ums Leben kamen, 250.000 weitere Personen verletzt und 1,5 Millionen obdachlos wurden, trat der britische Premierminister Gordon Brown an den Musikproduzenten Simon Cowell mit der Idee heran, nach dem Vorbild von Band Aid, eine Benefizsingle einzuspielen. Cowell wählte dafür den Song Everybody Hurts, im Original von der Band R.E.M. aus dem Jahr 1992. Brown sicherte von Seite der britischen Regierung die Befreiung von der Mehrwertsteuer zu.
Alle Einkünfte der Single gehen an den „Helping Haiti“-Fonds der britischen Tageszeitung The Sun und das Disasters Emergency Committee. Die Aufnahme wurde erstmals am 2. Februar 2010 im Programm von BBC Radio 1 der Öffentlichkeit vorgestellt. Am 7. Februar 2010 wurde der Track als Single und Download veröffentlicht. In Irland und Großbritannien stieg die Produktion auf Platz 1 der Charts ein.

## Teilnehmende Künstler
(in der Reihenfolge ihres Auftritts):
- Leona Lewis
- Rod Stewart
- Mariah Carey
- Cheryl Cole
- Mika
- Michael Bublé
- Joe McElderry
- Miley Cyrus
- James Blunt
- Gary Barlow und Mark Owen (Take That)
- Jon Bon Jovi
- James Morrison
- Alexandra Burke
- Jason Orange (Take That)
- Susan Boyle
- Aston Merrygold und Marvin Humes (Jack the Lad Swing)
- Shane Filan und Mark Feehily (Westlife)
- Kylie Minogue
- Robbie Williams